# Cinéma coréen

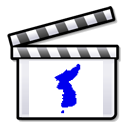
Un clap aux couleurs du drapeau coréen.

Le cinéma coréen désigne la production cinématographique coréenne antérieure à la scission de la Corée, en 1948, en deux États : 
- la république populaire démocratique de Corée (Corée du Nord)
- la république de Corée (Corée du Sud),

Une des conséquences de cette scission est l'apparition de deux styles cinématographiques différents, avec le cinéma nord-coréen, sous le contrôle total de l'appareil d'État, et le cinéma sud-coréen.

## Racines communes du cinéma coréen

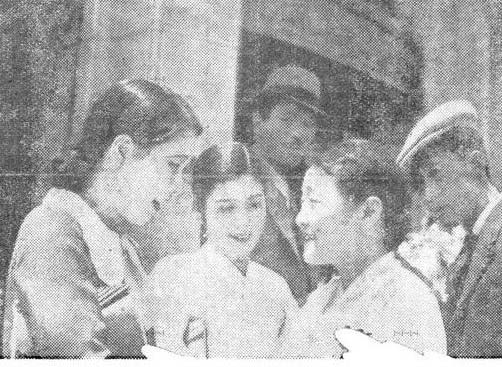
Image de Le Carrefour de la jeunesse (en anglais Crossroads of Youth), le plus vieux film muet coréen (1934).

En Corée, la production de films commence sous l'occupation japonaise (1910-1945). Pour les premiers auteurs du cinéma national coréen, l’industrie cinématographique coréenne est vue comme un instrument de propagande entre les mains du Japon impérial et vise à renforcer la domination de ce dernier sur les Coréens. La naissance d’un cinéma national coréen est né de la résistance à ce cinéma nippon, alors que les films japonais et occidentaux dominent alors les écrans coréens.
Les cinéastes qui refusent cette situation s’engagent pour la création d'une cinématographie authentiquement nationale. À partir de 1920, ce mouvement devient une véritable organisation de résistance. D’abord nationaliste, ce mouvement passe ensuite sous influence communiste avec la création en 1925 de la Korea Artista Proletaria Federacio (en espéranto, en français : Association des écrivains et artistes prolétariens) : comme en URSS, le mouvement communiste investit ce nouveau média que constitue le cinéma, alors que de nombreux Coréens ont participé en 1917 à la révolution d'Octobre. 
C'est dans ce contexte qu'est tourné en 1926 par le cinéaste et acteur Na Un-gyu, qui aurait voyagé en URSS, le premier film qu'on puisse qualifier de coréen : Arirang, titre éponyme d'une chanson coréenne populaire interdite par les Japonais. La vingtaine de métrages réalisés par Na Un-gyu sont officiellement portés disparus. Le film Ferry boat with no ferry man, de Yi Gyu-hwan, en 1932, est l’un des autres films du cinéma national coréen parmi les plus connus. De 1926 à 1936 les cinéastes coréens réalisent près de quarante films.
Le plus ancien film coréen retrouvé à ce jour est Le Carrefour de la jeunesse (en anglais Crossroads of Youth), film muet de 1934 de An Jong-hwa, montré pour la première fois au public en mars 2008 par les Archives cinématographiques de Corée, implantées à Séoul. 
La censure japonaise se renforce avec l'arrivée du cinéma parlant, qui se traduit par le dénigrement de la culture coréenne, en particulier sur le plan linguistique. La répression s'aggrave encore après la conquête de la Mandchourie par le Japon (1931) et l’interdiction du coréen par les Japonais, la Mandchourie étant l’une des bases les plus actives de la résistance coréenne – nationaliste et communiste – à l’occupation japonaise. À partir de 1937, véritable début de la guerre en Asie, et durant toute la Seconde Guerre mondiale, les derniers studios nationaux sont fermés et les écrans de Corée sont envahis par les productions japonaises.